# Fyrnabberödtjärnet
Fyrnabberödtjärnet är en sjö i Munkedals kommun i Bohuslän och ingår i Enningdalsälvens huvudavrinningsområde. Sjön är 8,1 meter djup, har en yta på 0,04 kvadratkilometer och är belägen 180 meter över havet.